# Barnsjön, Södermanland
Barnsjön är en liten skogssjö vid Farmarstigen och Trollbäcken, i Tyresö kommun i Södermanland. Den ingår i Tyresåns huvudavrinningsområde. Sjön är 8,9 meter djup, har en yta på 0,02 kvadratkilometer och är belägen 31 meter över havet.
Här finns en badplats som drivs i kommunens regi.